# Daewoo Matiz
Део Матіз (Daewoo Matiz) — авто класу «А». Розроблений і виготовляється корейською фірмою Daewoo, а також іншими автовиробниками за ліцензією.

## M100/M150

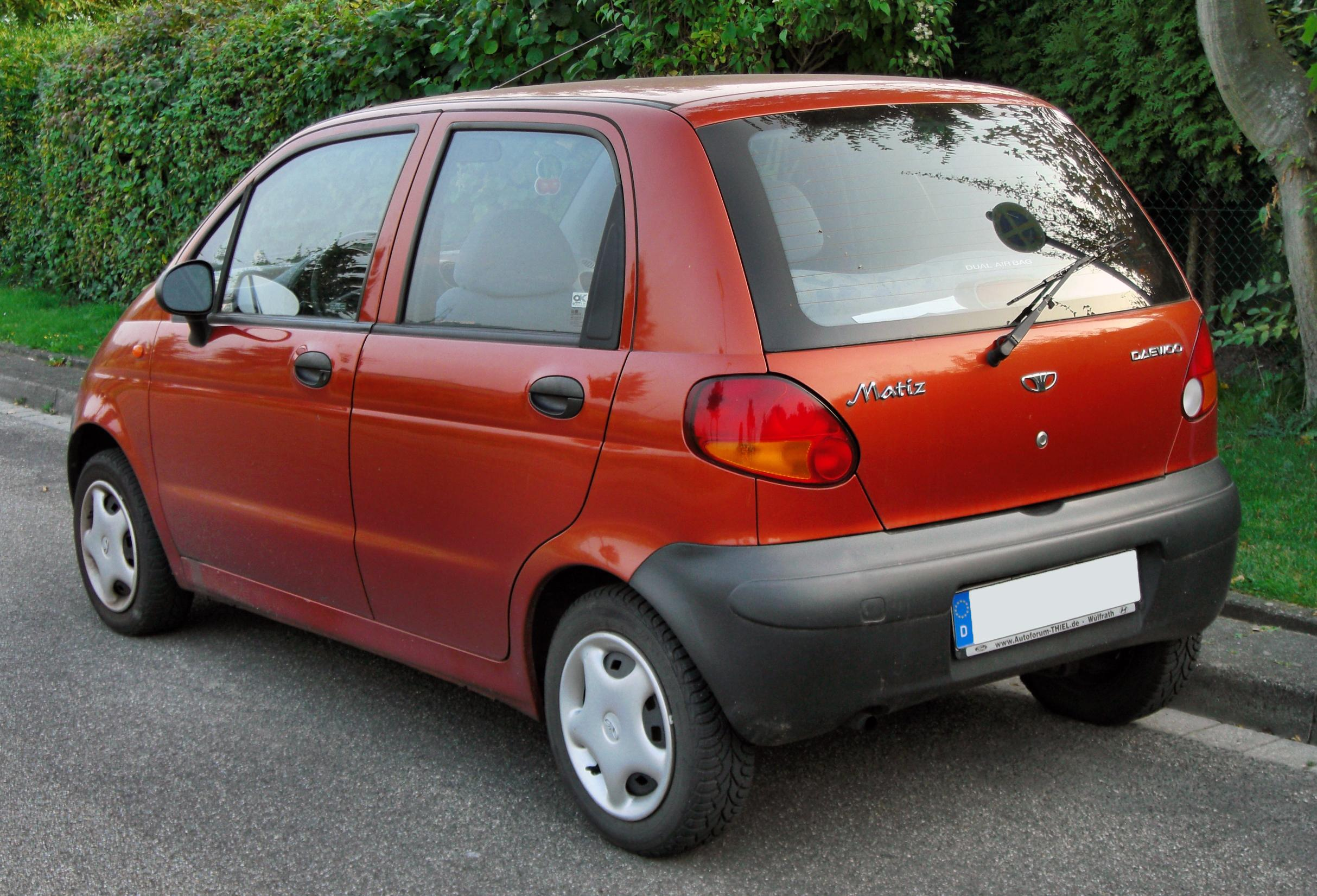
Деу Матіз M100 (1998—2000)

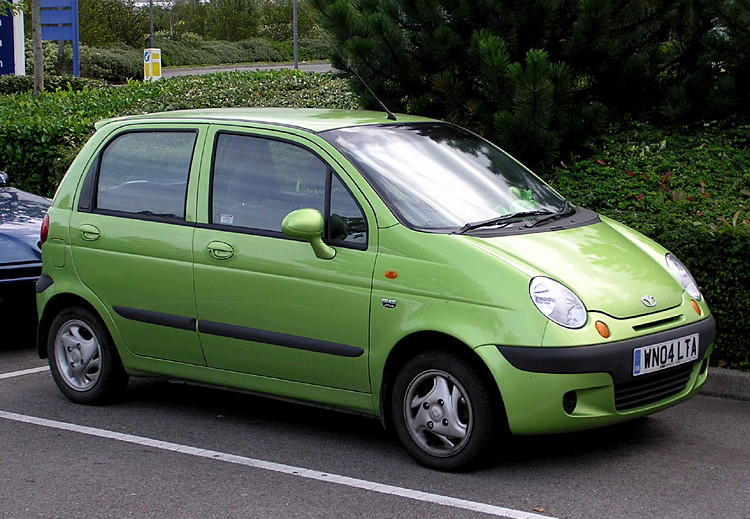
Деу Матіз M150 (з 2000)

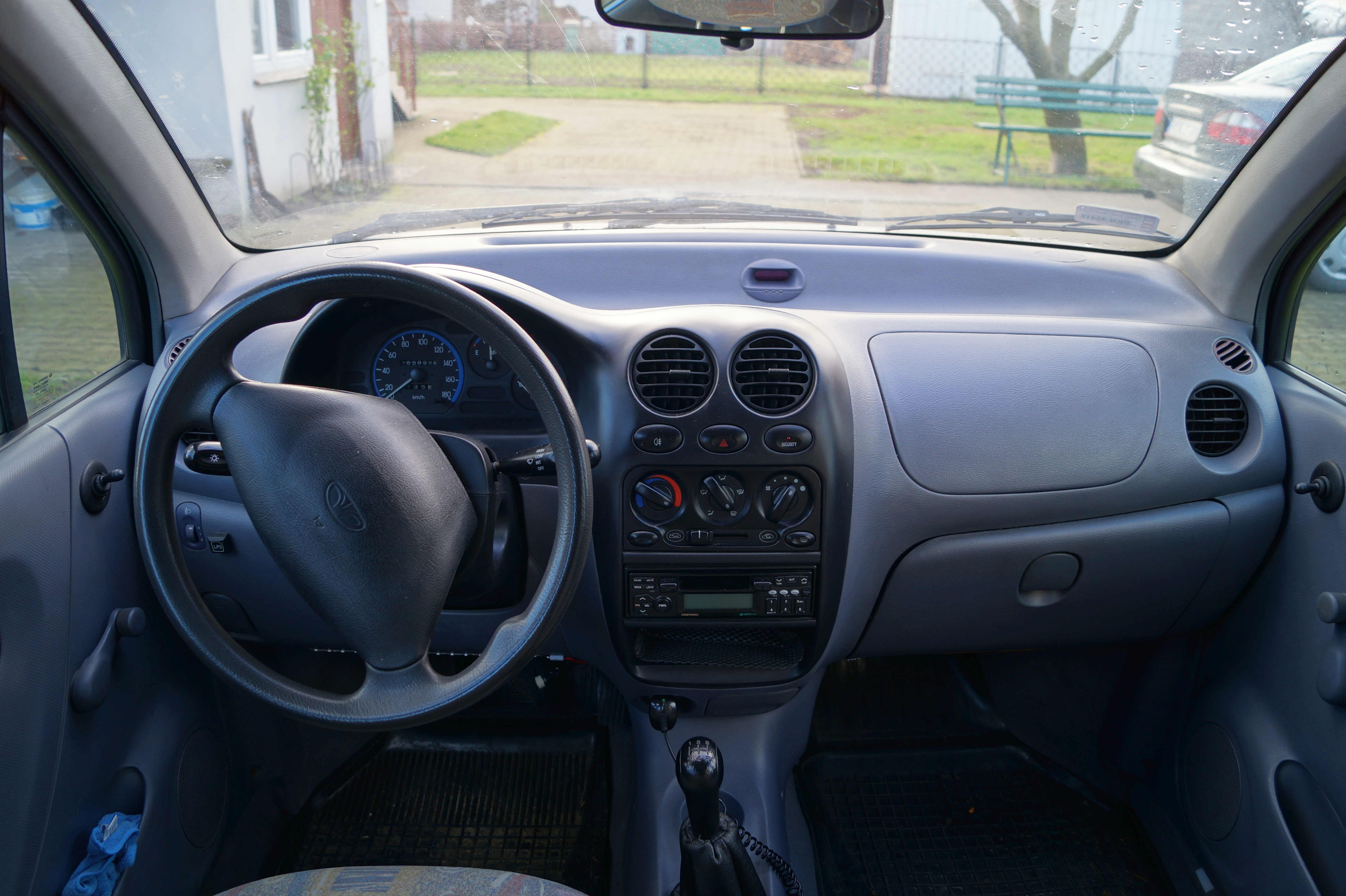

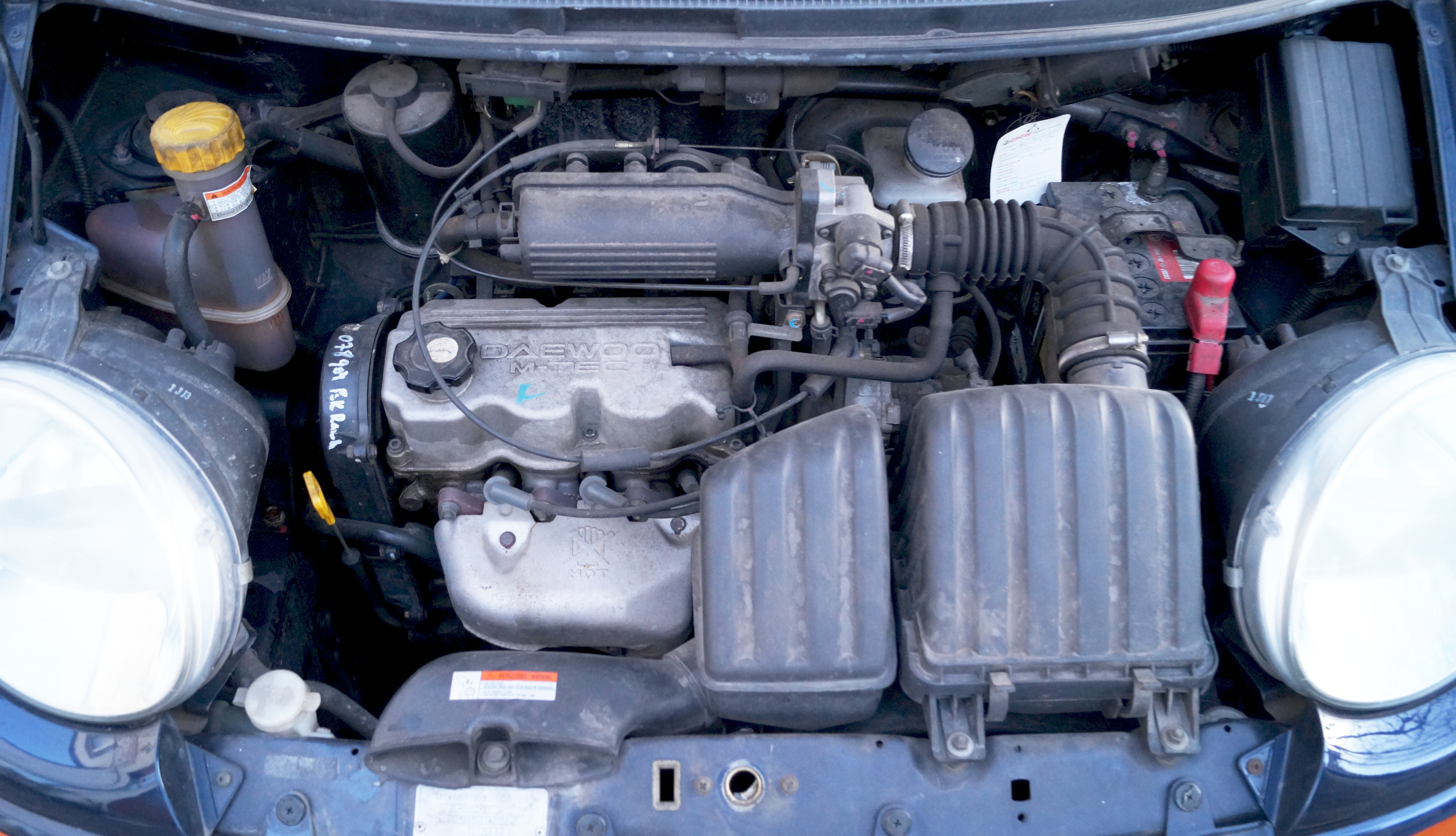
M-Tec 0,8

Первинно, екстер'єр автомобіля був створений для фірми Фіат (Fiat) в дизайн-студії Джорджетто Джуджаро (Giorgetto Giugiaro), але не був підтриманий. Після цього його купила фірма Деу Моторс (Daewoo Motors). Нове авто (модифікація M100) змінив на конвеєрі попередню модель Daewoo Tico, узявши від неї двигун, трансмісію та елементи підвіски. А на дані агрегати була, свого часу, куплена ліцензія на виробництво від японського автомобіля Suzuki Alto. Деякі інженерні роботи проводилися в Daewoo Worthing Techical Centre в Англії. Автомобіль виявився настільки вдалим, що став найбільш продаваним автомобілем фірми в Європі і Індії з 1998 по 2002 рік.
У багатьох елементах (таких як 3-циліндровий мотор об'ємом 0,8 літра, механічної трансмісії і елементів підвіски) повторює свого попередника — Daewoo Tico, ходова частина якого базувалася на основі другого покоління сімейства автомобілів Suzuki Alto (прототип якого з'явився в 1982 році, згодом після зняття з виробництва даної моделі в Японії в 1988 році, модель була продана корейцям), а двигун був доопрацьований англійською компанією Tickford: карбюраторна система подачі палива була замінена на інжекторну, за рахунок цього потужність двигуна зросла з 42 до 51 к.с. Цей двигун здатний розігнати автомобіль з 0 до 100 км/год за 17 секунд.
Кузов і салон розроблявся відомою італійською дизайнерською компанією ItalDesign-Giugiaro SpA (вона ж згодом провела два оновлення зовнішнього вигляду) для концепт-кара Lucciola, який вона хотіла запропонувати в якості заміни автомобіля Fiat Cinquecento компанії Fiat, проте Fiat згодом створив свою нову модель Fiat Seicento, а прототип концепт-кара був проданий компанії Daewoo.
Виробництво Matiz (M100 моделі) почалося в кінці 1997 року на заводі в Кореї. Польський завод Daewoo-FSO почав у вересні 1999 року виробництво за ліцензією і з комплектуючих. Там автомобіль був відомий з 2004 як FSO Matiz (з 1998 по 2004 рік автомобілі випускалися під маркою Daewoo). Виробництво в Польщі було припинено в 2008 році у зв'язку із закінченням ліцензійної угоди між FSO і GM-Daewoo. З 1998 року Matiz також виготовлявся в Індії і Румунії (Automobile Craiova). У Тайвані автомобіль був відомий як Formosa Matiz.
Daewoo Matiz — це 5-дверний хетчбек, з великими вікнами, які забезпечують якісний огляд і суттєво спрощують процес паркування. Цікавий дизайн кузова забезпечує пасивну безпеку, завдяки дверям, які вбудовані в спеціальні силові балки. Екстер'єр цієї машини легко пізнаваний, завдяки великим переднім фарам, які, поєднуючись з цікавою конструкцією кузова, надають трохи агресивний вигляд. Автомобіль, також, виділяється характерною великою решіткою радіатора. 
Інтер'єр виконаний з чорного або сірого пластика. Насправді, дизайн інтер'єру цієї моделі практично ідентичний внутрішньому оформленню Daewoo Leganza. Панель приладів виконана в мінімалістському стилі, але цілком чітка і зрозуміла. Стандартне обладнання салону базової комплектації має у своєму складі: подвійні передні подушки безпеки, електропідсилювач керма, 2 динаміки. Модифікація SE + комплектується: з центральним замком, передніми вікнами з електроприводом і кондиціонером. Вантажний простір не дуже місткий, але в разі потреби його площу можна збільшити за рахунок складання задніх сидінь.
У 2000 році машина пережила рестайлінг (модифікація M150), а також стала виготовлятися за ліцензією з комплектуючих (SKD) в Узбекистані на заводі УзДеуМоторс.
У 2003 році автомобіль отримав новий літровий двигун, який помітно поліпшив динамічні характеристики. Зараз продаються 3 основні комплектації Матіза:
- двигун 0.8 літра МКПП
- двигун 0.8 літра АКПП
- двигун 1.0 літра МКПП.

У 2001 році корпорація General Motors викупила контрольний пакет акцій збанкрутілого ДеуМоторс. Після цього автомобілі Деу стали поставлятися під маркою Шевроле. При цьому автомобілі які збиралися на автозаводі в Узбекистані зберегли свою колишню назву.

### Двигуни
| Бензинові | Бензинові | Бензинові | Бензинові  | Бензинові            | Бензинові       | Бензинові             | Бензинові        | Бензинові        |
| Модель    | Двигун    | Об'єм     | Потужність | Крутний момент       | 0–100 км/год, с | Максимальна швидкість | Викид CO2 (г/км) | Роки виробництва |
| --------- | --------- | --------- | ---------- | -------------------- | --------------- | --------------------- | ---------------- | ---------------- |
| 0.8       | Р3        | 796 см3   | 51 к.с.    | 69 Нм при 4200 об/хв | 17.0            | 144 км/год            | 161              | з 1998           |
| 1.0       | Р4        | 995 см3   | 63 к.с.    | 87 Нм при 4300 об/хв | 14.2            | 155 км/год            | 157              | з 2002           |

### Безпека
| Результати Краш-тесту                 |          |
| Зірки згідно з Euro NCAP з Краш-тесту |          |
| Безпека пасажирів                     | 19 балів |
| Безпека дітей                         | 15 балів |

За результатами краш-тесту, проведеного у 2000 році за методикою Euro NCAP, Daewoo Matiz отримав три зірки за безпеку, що є дуже непоганим результатом, порівняно з автомобілями інших виробників того часу. При цьому за захист пасажирів він отримав 19 балів, а за захист дітей 15 балів.
За результатами краш-тесту, проведеного у 2003 році редакцією газети Авторевю за методикою ARCAP, Daewoo Matiz узбецького виробництва, без подушки безпеки водія, набрав 11 балів з 16 можливих за фронтальний удар і отримав 3 зірки з 4 можливих за безпеку, що також є непоганим результатом, зокрема в порівнянні з іншими автомобілями виробництва країн СНД та Китаю.

## M200/M250

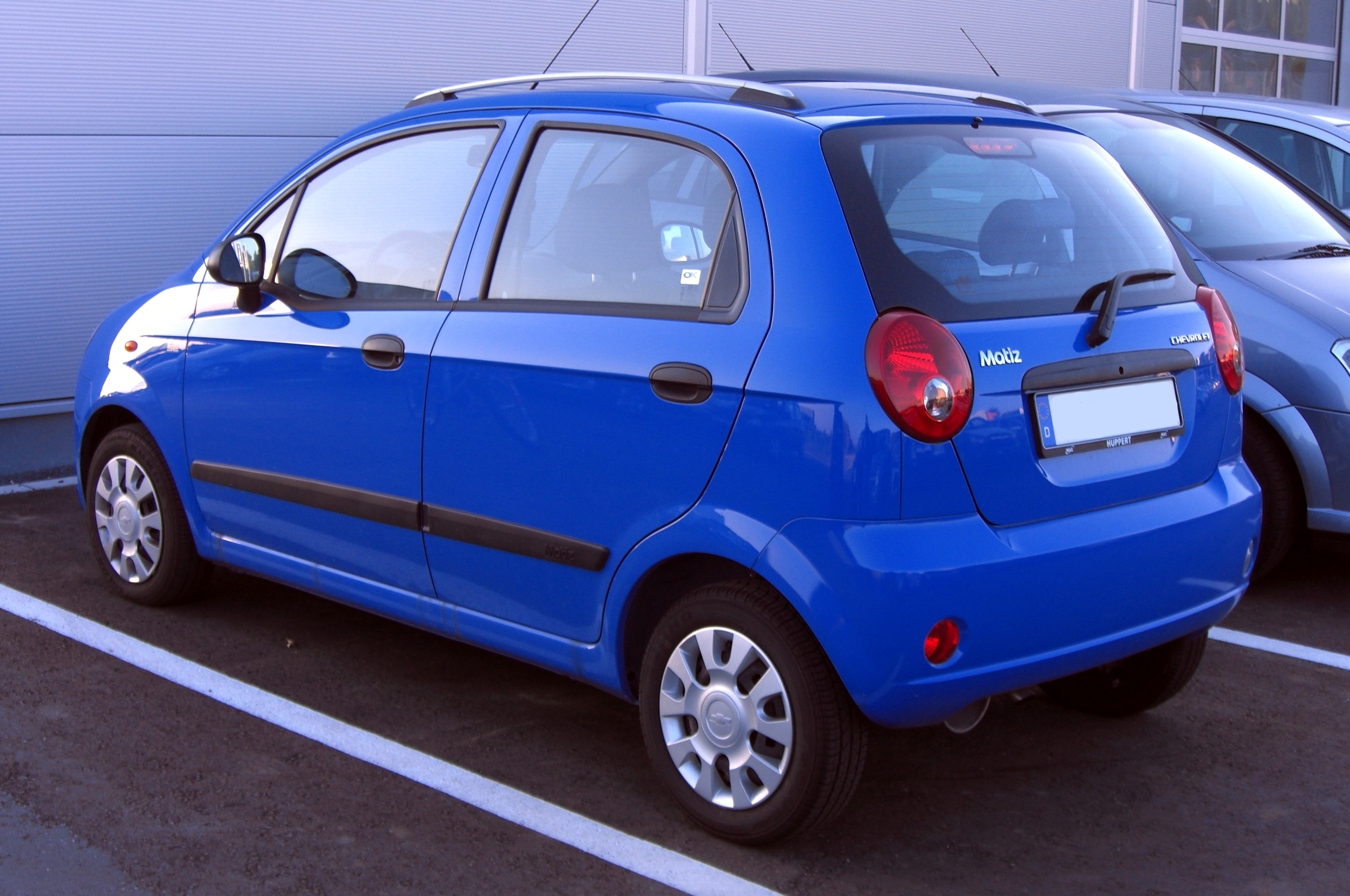
Деу Матіз M200 (2005—2010)

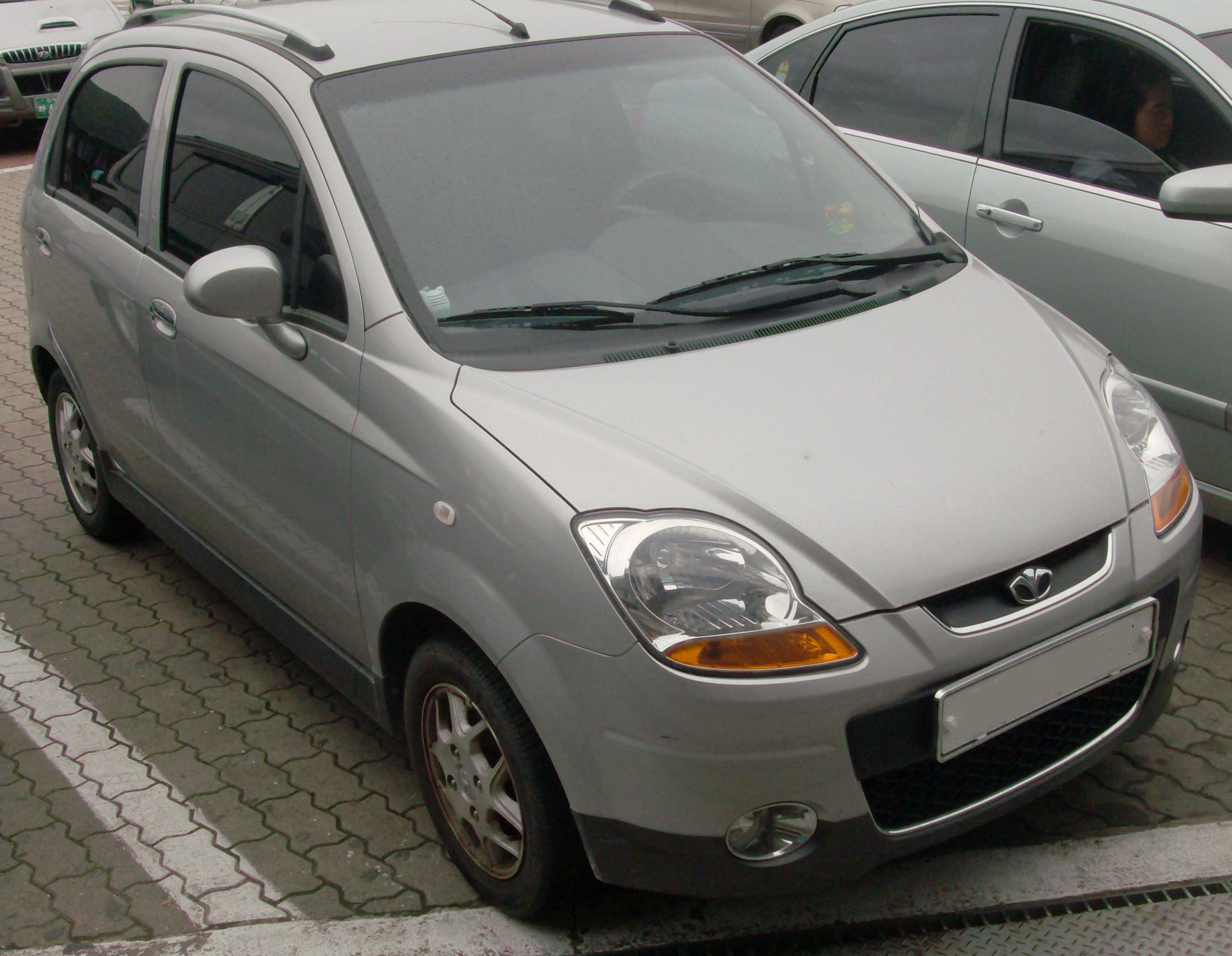
Деу Матіз M250 (з 2010)

У 2004 році на світ з'явився новий варіант Матіза (модифікація M200). Він одержав нові, більш екологічні двигуни, екстер'єр та інтер'єр. Щоб потенційні покупці не плутали новий Шевроле Матіз з попередньою модифікацією в деякі країни він поставляється під ім'ям Шевроле Спарк (Chevrolet Spark).
M250
У 2007 році автомобіль зазнав невеликого рестайлінгу (модифікація M250). Змін зазнали лише світлові прилади — габарити в передніх фарах були перенесені в окремий відсік у верхній частині фар, а задні ліхтарі були повністю перероблені (виробник відійшов від стилю Red Evil Eyes) — стали більш суворими, чимось нагадують фари Hyundai Getz. Matiz M250 став продаватися в Європі і Америці вже як Chevrolet Spark, а не Matiz, як раніше.
За 10 років виробництва було продано більше 2.3 млн Daewoo Matiz M200/M250 і Chevrolet Spark M250.
Незважаючи на наявність наступника у вигляді Matiz Creative, автомобіль Matiz M250 продавався в Пакистані, Індії, В'єтнамі та в Колумбії. У Кореї автомобіль з 2009 по 2015 рік продавався під назвою Matiz Classic.

### Двигуни
| Бензинові | Бензинові | Бензинові | Бензинові  | Бензинові            | Бензинові       | Бензинові             | Бензинові        | Бензинові        |
| Модель    | Двигун    | Об'єм     | Потужність | Крутний момент       | 0–100 км/год, с | Максимальна швидкість | Викид CO2 (г/км) | Роки виробництва |
| --------- | --------- | --------- | ---------- | -------------------- | --------------- | --------------------- | ---------------- | ---------------- |
| 0.8       | Р3        | 796 см3   | 52 к.с.    | 72 Нм при 4400 об/хв | 18.2            | 145 км/год            | 123              | 2005-2011        |
| 1.0       | Р4        | 995 см3   | 66 к.с.    | 91 Нм при 4200 об/хв | 14.1            | 156 км/год            | 133              | 2005-2011        |

## M300

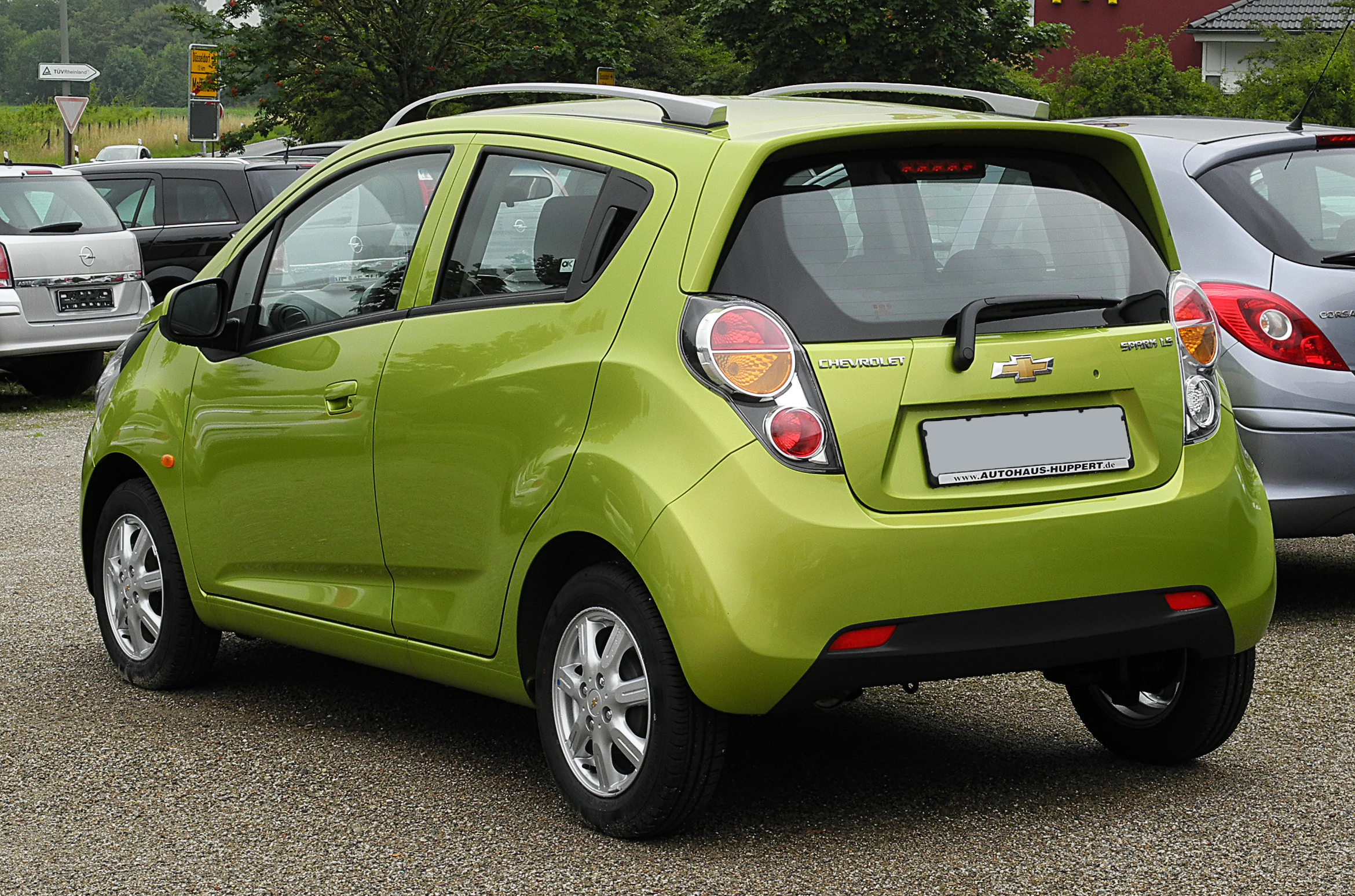
Chevrolet Spark M300 (2009—2012)

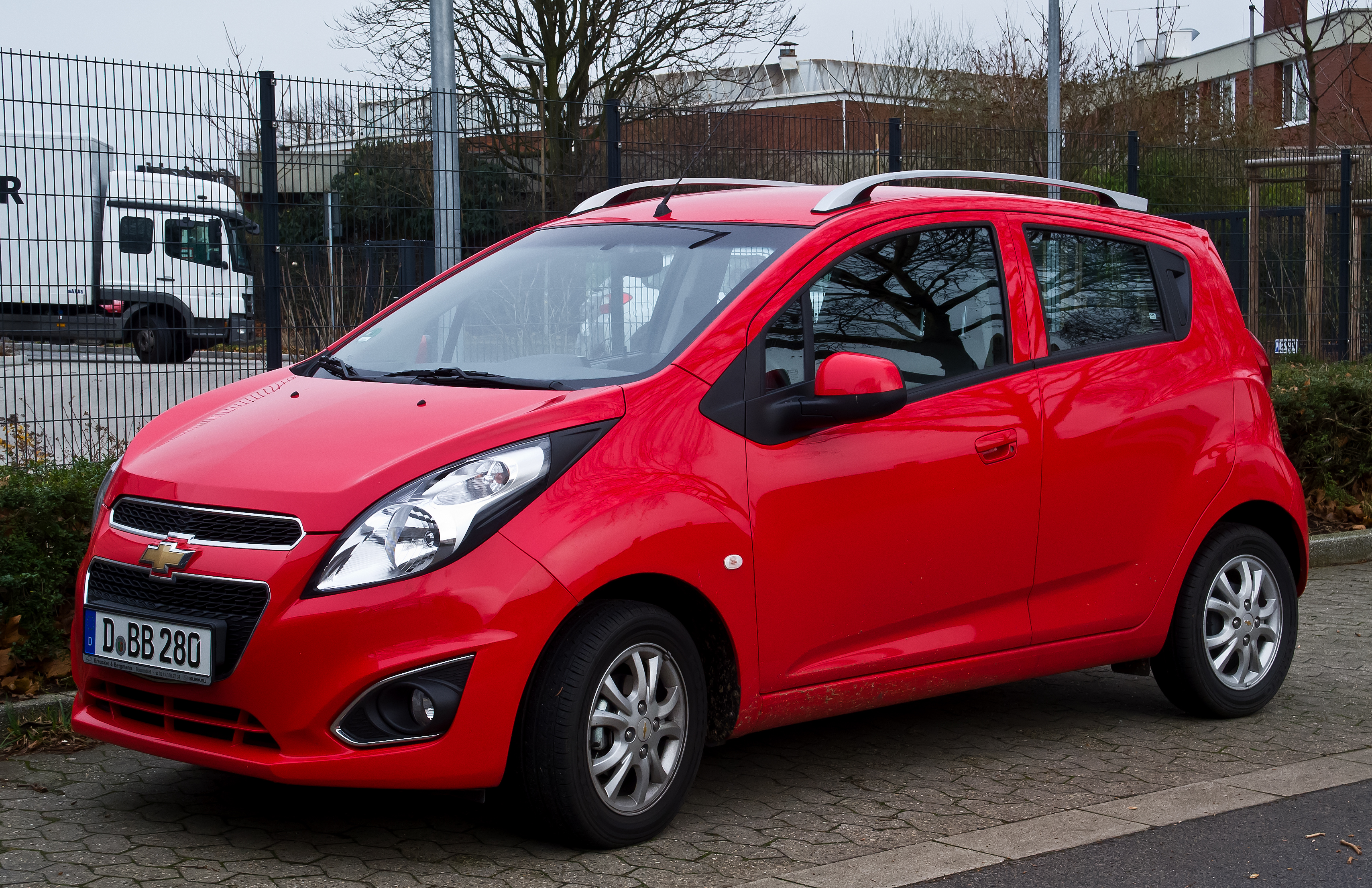
Chevrolet Spark M300 (з 2012)

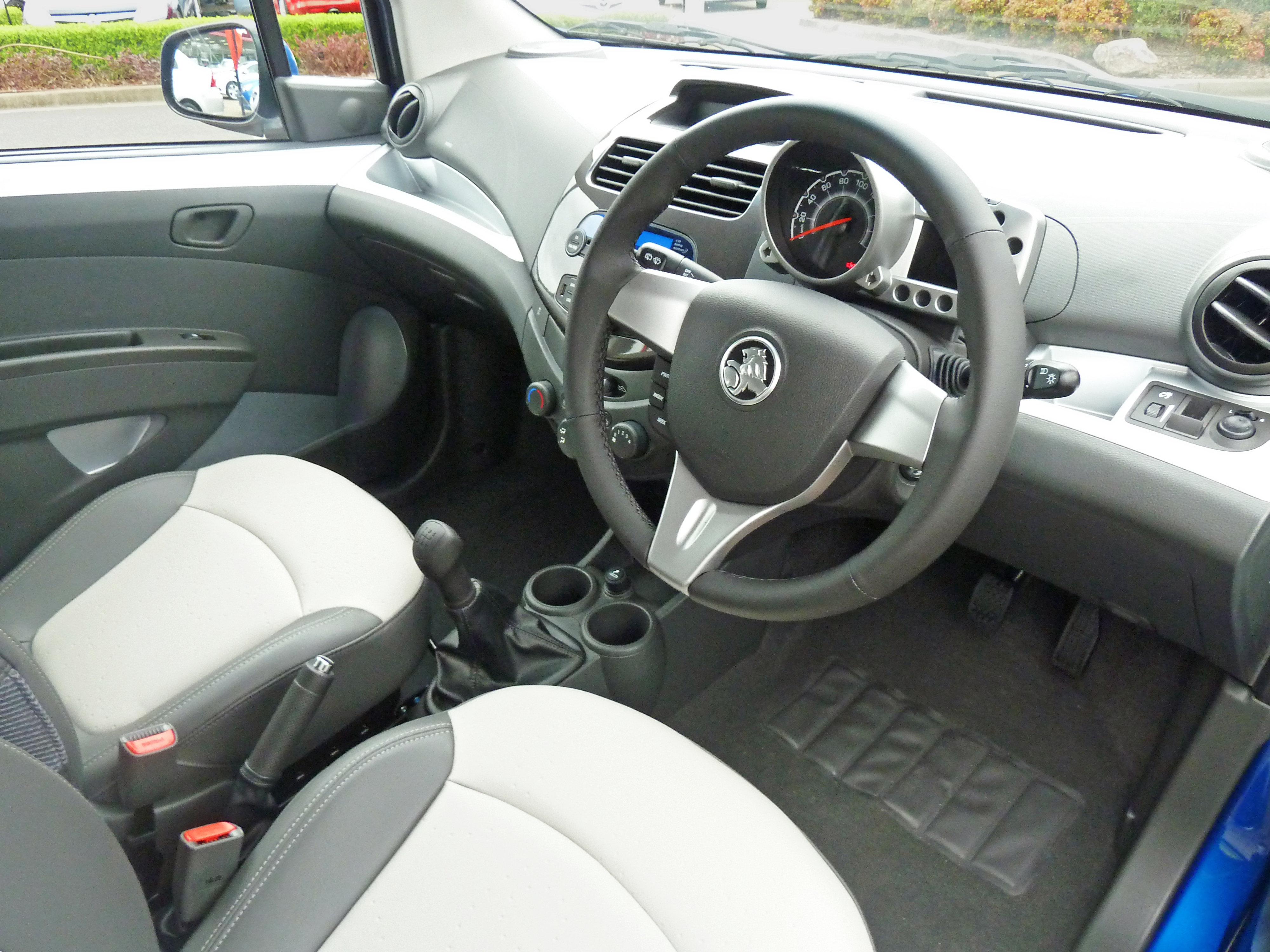

Daewoo Matiz з індексом M300 вперше представлений на Женевському автосалоні 2009 року. У порівнянні з попереднім Матізом новачок помітно більший: на 100 мм довший, на 25 ширший, на 95 вищий. Колісна база збільшилася на 30 мм. Тепер Daewoo Matiz побудований на тій же платформі, що й Suzuki Splash, відомий також як Opel Agila, що в свою чергу побудований на вкороченій платформі хетчбека B-класу Suzuki Swift.
На Паризькому автосалоні в вересні 2012 року представлено модернізований Chevrolet Spark.

### Двигуни
| Бензинові | Бензинові | Бензинові | Бензинові  | Бензинові             | Бензинові       | Бензинові             | Бензинові        | Бензинові        |
| Модель    | Двигун    | Об'єм     | Потужність | Крутний момент        | 0–100 км/год, с | Максимальна швидкість | Викид CO2 (г/км) | Роки виробництва |
| --------- | --------- | --------- | ---------- | --------------------- | --------------- | --------------------- | ---------------- | ---------------- |
| 1.0       | Р4        | 995 см3   | 68 к.с.    | 93 Нм при 4800 об/хв  | 15.5            | 154 км/год            | 119              | з 2009           |
| 1.2       | Р4        | 1206 см3  | 81 к.с.    | 111 Нм при 4800 об/хв | 12.1            | 164 км/год            | 119              | з 2009           |

## M400

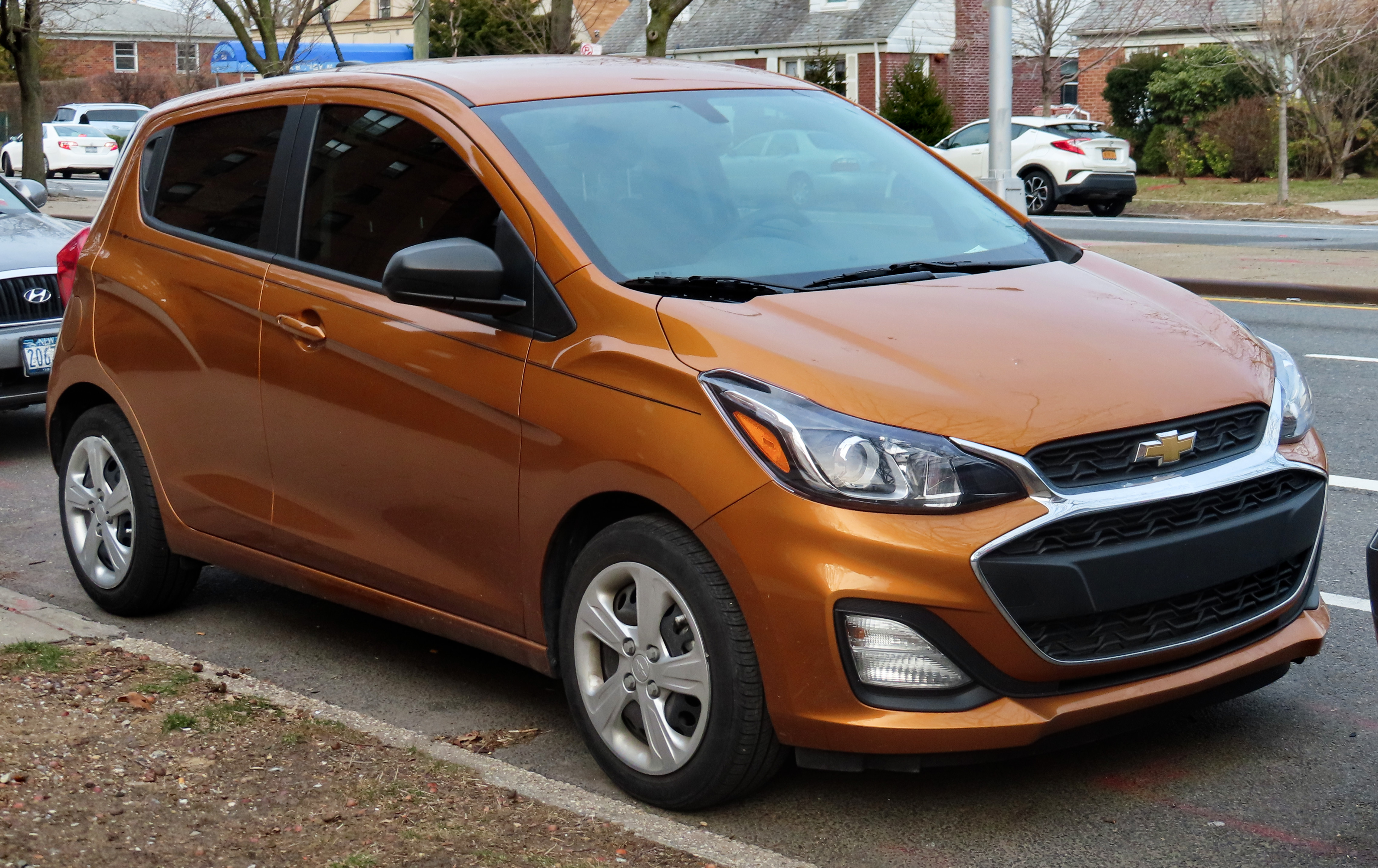
Chevrolet Spark M400

У квітні 2015 року на Нью-Йоркському автосалоні був показаний новий Chevrolet Spark. Новий Spark оснащений функціями Android. Тепер Chevrolet Spark побудований на тій же платформі, що й Opel Karl.